# 이나경 (피아니스트)
이나경은 대한민국의 피아노 연주가이다. 이화여자대학교 음악대학 기악과 피아노전공을 수석 졸업하였다. 수석 졸업자에게만 주어지는 이화여자대학교 추계음악회에서 피아노과 대표로 연주, 제69회 조선일보 신인음악회 출연하였고, 이원문화센터 우수 신인음악회에서도 연주하였다. 이후 독일 드레스덴 국립음악대학교(Hochschule für Musik Carl Maria von Weber Dresden)에서 피아노 전문연주자과정(DIPLOM-PIANISTIN)을 최우수(sehr gut) 졸업하고, 이어서 피아노 최고연주자과정(Konzertexamen)을 심사위원 만장일치 만점(Mit Auszeichnung), 실내악 최고연주자과정(Konzertexamen)을 최우수(Mit sehr gutem Erfolg) 졸업하였다. 재학중 한국인으로서는 최초로 Carl Maria von Weber 장학금을 수혜받는 등 실력을 인정받았다. 귀국 후 경상국립대학교와 부산예술고등학교 등에서 후학을 양성하고 있다.

## 학력
- 이화여자대학교 음악대학 기악과 피아노전공 졸업
- 독일 드레스덴 국립음악대학교(Hochschule für Musik Carl Maria von Weber Dresden)  피아노 전문연주자과정(DIPLOM-PIANISTIN)을 최우수(sehr gut) 졸업
- 독일 드레스덴 국립음악대학교(Hochschule für Musik Carl Maria von Weber Dresden) 피아노 최고연주자과정(Konzertexamen)을 심사위원 만장일치 만점(최고점, Mit Auszeichnung)
- 독일 드레스덴 국립음악대학교(Hochschule für Musik Carl Maria von Weber Dresden) 실내악 최고연주자과정(Konzertexamen)을 최우수(Mit sehr gutem Erfolg) 졸업

## 경력
- 경상국립대학교 겸임교수
- 진주교육대학교 강사
- 한국국제대학교 겸임조교수
- 뉴욕뮤지카입시연구소 외래강사
- KB청소년음악대학 강사
- 부산예술고등학교 강사
- 경북예술고등학교 강사
- 경남예술고등학교 강사
- 고성음악고등학교 강사
- 계룡중학교 강사
- 서울칸티클합창단 반주자
- 진주시 아버지합창단 수석반주자
- 경상남도교육청 해봄합창단 반주자
- 준스보컬앙상블 반주자
- 감일혼성합창단 반주자
- 리움피아노아카데미 대표

## 마스터클래스 및 페스티발
- Meisterkurs Internationale Musikakademie Meißen (2007)
- Meisterkurs Internationale Musikakademie Meißen (2008)
- Jeanette de Boer Mozarteum Salzburg/ Österreich (2010.04)
- Sommerakademie Hochschule für Musik Dresden (2010.07)
- Schubertiaden Schnackenburg Musikfestival, Kammermusikfestival Schumanniade Reinhardsgrimma (Leitung : Prof. Peter Schreier)에 초청되어 피아노 독주 및 실내악연주
- Ilya Konovalov, Alexander Rudin, Jeanette de Boer, Yuri Didenko의 마스터클래스 참여

## 수상경력
- 개천예술제 전국음악경연대회 피아노 1위
- 한국피아노학회 콩쿨 3위
- (사)한국음악협회 물레방아 전국음악경연대회 1위
- Boris Pergamenschikow Preises für Kammermusik der Hochschule für Musik Hanns Eisler in Berlin에서 Sonderpreis(특상)
- Hochschulwettbewerb Kammermusik Dresden 1위 및 동시입상 (Duo 및 Quintet)

## 주요 연주
- 제69회 조선일보 신인음악회 출연[1]
- 이원문화센터 우수 신인음악회 연주
- Landesärztekammer, Coselpalais, Deutschen Hygiene-Museum, Schloß Albrechtsberg, Deutsche Werkstätten Hellerau, Ev. Akademie Meißen Propsteisaal, Caritas Sozialwerk, Gut Gamig, Kultursaal der BASF Schwarzheide, Stadthalle Gladbeck 등지에서 피아노 독주 및 실내악 연주
- Philharmonisches Kammerorchester Dresden, Bulgaria Pazardzhik State Symphony Orchestra, Bulgaria Festival Philharmonic Orchestra와 협연

## 전체 공연/연주
- 2001년 경남예술고등학교 정기 연주회 협연 : 경남문화예술회관 (피아노과 수석 협연)
- 2004년 이화여자대학교 추계음악회 피아노과 대표 연주 : 김영의홀
- 2006년 제69회 조선일보 신인음악회 연주 : 세종문화회관 (각 대학 음대 각과 수석에게 출연 기회 부여)[2]
- 2006년 이원문화센터 우수 신인음악회 연주 : 이원문화센터
- 2007년 Beethoven Project Performance : Landesärztekammer
- 2007년 Anton Rubinstein Project Performance : Coselpalais
- 2007년 Schubertiaden Schnackenburg Musikfestival
- 2008.06 Klavier Abend (Diplom Abschluss Konzert)
- 2008.11.02 Junge Matinee : Landesärztekammer (Podium der klasse Prof. A. Unger)
- 2008.12.02 Rund um das Konzert : Kleiner Saal (Podium der klasse Prof. A. Unger)
- 2009.01.06 Kammerkonzert zum Neuen Jahr.  : Kleiner Saal (Podium der klasse Prof. A. Unger)
- 2009.01.16-17 Hochschulinternen Kammermusikwettbewerb teilnehmen
- 2009.01.18 Preisträgerkonzert: Konzertsaal der Hfm (als Duo und Klavierquintet)
- 2009.02.15-22 Concorso Internazionaleper Complessi da Camera„Premio Vittorio Gui „ teilnehmen (Firenze, Kammermusik)
- 2009.03.04 Sonderkammerkonzert : Deutschen Hygiene-Museum Dresden„40 Jahre Philharmonisches Kammerorchester Dresden„(Hindemith „ Vier Temperamente „)
- 2009.03.11 Absolventenkonzert Philharmonisches Kammerorchester Dresden: Konzertsaal der Hfm
- 2009.03.17 Podium der klasse Prof. A. Unger : Kleiner Saal
- 2009.03.20 Aufbaustudenten im Konzert (Hye-jung Choi :Vn , Na-Kyung Lee: Pf)
- 2009.03.21 „Begegnung der Künste„  :  Coselpalais
- 2009.04.19 Benefizkonzert-,Yehudi Menuhin Live Music Now,: Schloß Albrechtsberg
- 2009.05.13 Klavier Podium : Konzertsaal
- 2009.05.19 Temperamente-Zeitgenössisches Klavierschaffen : Konzertsaal
- 2009.06.24 Französischer Abend : Deutsche Werkstätten Hellerau
- 2009.06.28 Benefizkonzert : Ev. Akademie Meiß en Propsteisaal
- 2009.06.29 Diplomkonzert von Fagott (Poulenc Sextour): Kleiner Saal
- 2009.11.12 Podium der klasse Prof. A. Unger  : Kleiner Saal
- 2009.11.13 Solo und Duo Konzert : Caritas Sozialwerk (Yehudi Menuhin Live Music Now)
- 2009.11.28 KammerAbend : Gut Gamig (Heidenau-Süd) (Yehudi Menuhin Live Music Now)
- 2009.11.30 Podium der klasse Prof. E. Rovner : Kleiner Saal (Quintett)
- 2009.12.03 Podium der klasse Prof. A. Unger : Kleiner Saal
- 2009.12.09 16teltonklavier : Kleiner Saal
- 2009.12.18 Kammermusik Abschluss (Quintett)
- 2010.04.08 Aufbaustudenten im Konzert (Duo Abend)
- 2010.04.18 Benefizkonzert : Schloß Albrechtsberg YEHUDI MENUHIN Live Music Now Dresden (Klaviersolo und Duo)
- 2010.04.24 Der Sächsische Schumann Großer Saal der Hochschule für Musik und Theater Leipzig (Quintett)
- 2010.04.25 Der Sächsische Schumann, Konzertsaal der Hochschule für Musik Dresden (Quintett)
- 2010.04.26-30 Meisterkurs (Prof. Jeanette de Boer)
- 2010.05.02 Klassenabend (Klaviersolo)
- 2010.05.07 Konzert im Kultursaal der BASF Schwarzheide (Klaviersolo und Duo)
- 2010.05.08 Duo Abend: Gut Gamig (Heidenau-Süd) (Yehudi Menuhin Live Music Now)
- 2010.06.06 Kammermusikfestival Schumanniade Reinhardsgrimma (Leitung : Prof. Peter Schreier), (Klaviersolo und Quintett)
- 2010.07.19-25 Meisterkurs , Sommerakademie Klavier in Dresden
- 2010.08.26 Schubertiaden Schnackenburg Musikfestival
- 2010.01.17 Junge Matinee : Landesärztekammer (Podium der klasse Prof. A. Unger)
- 2010.11.20 2 Jahre Konzertsaal der Hochschule für Musik, 20 Jahre Umweltyentrum Dresden e,V , 200 Jahre Robert Schuman (Kammermusik und Solo)
- 2010.11.30 Veranstaltung: Stadthalle Gladbeck  (Kammermusik und Solo)
- 2011.01.04 Klavier Abend (Konzerexamen Abschluss Konzert)
- 2011.04.11 Duo Abend (Violin, Klavier)
- 2011.12.06 서울 칸티클 합창단 연주회 (피아노반주) : 성남아트센터 콘서트홀
- 2012.05.10 진주시립교향악단 제65회 정기연주회 객원단원으로 연주 : 경남문화예술회관
- 2012.05.21 칸티클 합창단 초청음악회: 서울 정립회관
- 2012.09.13 진주시립교향악단 제66회 정기연주회 객원단원으로 연주 : 경남문화예술회관
- 2012.11.16 불가리아 국립 파자르지크 필하모니와 2 Piano Concerto 협연 : 경남문화예술회관
- 2012.12.06 서울 칸티클 합창단 연주회(피아노반주) : 영산아트홀
- 2013.01.17 2013년 신년음악회 진주시향 객원단원으로 연주 : 경남문화예술회관
- 2013.09.11 진주시립교향악단 연주회 객원단원으로 연주 : 경남문화예술회관
- 2013.11.02 제 13회 진주 아버지합창단 정기연주회 반주 : 경남과학기술대학교 공연장
- 2013.11.19 불가리아 페스티벌 필하모닉과 2 Piano Concerto 협연 : 경남문화예술회관
- 2013.12.26 창작가곡의 축제 연주 : 진주교육대학교 교육문화관 1층 공연장
- 2014.03.02 이나경 귀국 피아노 독주회 : 서울 금호아트홀
- 2014.05.20 이나경 귀국 피아노 독주회 : 경남문화예술회관 대공연장
- 2014.11.11 진주아버지합창단 정기연주회 : 경남문화예술회관 대공연장
- 2014.12.26 진주사랑한국작곡가회 작품발표 연주 : 과학기술대학교 연주홀
- 2015.02.23 박초연교수 바이올린 독주회 반주 : 부산해운대문화회관 고운홀
- 2015.03.10 박초연교수 바이올린 독주회 반주 : 진구교육대강당
- 2015.03.21 진주시민합창페스티발 예선(합창단반주) : 경남문화예술회관 대공연장
- 2015.04.04 진주시민합창페스티발 본선(합창단반주) : 경남문화예술회관 대공연장
- 2015.04.30 경남피아노듀오협회 연주회 : 신라대학교 예음관 소극장
- 2015.05.07 경남피아노듀오협회 제31회 정기연주회,스토리텔링으로 함께하는 피아노동화이야기 : 성산아트홀 소극장
- 2015.05.24 일본 스즈키 합창단 50주년 연주회 합동연주(합창단반주) : 일본
- 2015.06.25 6.25 특별음악회 : 진주교육대학교 교육문화관 공연장
- 2015.08.12 진주호반음악제 : 남강댐준공기념탑 일원(야외무대)
- 2015.10.03 제13회 개천 합창제 연주 : 진주성 임진계사수의단 앞 특설무대
- 2015.11.11 진주아버지합창단 정기연주회 : 경남문화예술회관 대공연장
- 2015.12.28 창작가곡의 축제 : 진주교육대 교육문화관 공연장
- 2016.01.07 박초연교수 바이올린 독주회 반주 : 금정문화회관소공연장
- 2016.04.02 진주시민 합창 페스티벌 예선 : 경남문화예술회관 대공연장
- 2016.04.16 진주시민 합창 페스티벌 본선 : 경남문화예술회관 대공연장
- 2016.06.18 제일 행복한 음악회 : 진주제일교회 본당
- 2016.10.03 개천 합창제 : 진주성 임진계사순의단 앞 특설무대
- 2016.11.15 피아니스트 이나경& 유영욱 2인 음악회 : Vk 아트홀
- 2016.12.13 송년음악회 : 쉼표와 느낌표가 있는 사랑의 칸타타 : 한국국제대학교 연주홀
- 2016.12.28 불우이웃돕기 송년음악회 : 음악이 주는 선물 강당
- 2016.12.29 경상 피아노 페스티벌 : 경상대학교 예술관 콘서트홀
- 2017.02.21 박초연교수 바이올린 독주회 반주(Greetings) : 부산해운대구문화회관고운홀
- 2017.04.13 박초연교수 바이올린 독주회 반주(봄의 인사) : 초청공연, 한국국제대학교음악공연학과연주홀
- 2017.04.01 진주시민 합창 페스티벌 예선 (합창반주) : 경남문화예술회관 대공연장
- 2017.04.15 진주시민 합창 페스티벌 본선 (합창반주) : 경남문화예술회관 대공연장
- 2017.10.22 진주아버지합창단 20주년 정기연주회 : 경남문화예술회관 대공연장
- 2017.12.21 경상피아노페스티벌 : 경상대학교 예술관 콘서트홀
- 2017.12.28 피아니스트 이나경 독주회 : VK 아트홀
- 2018.02.12 경상대학교 음악교육과 교수음악회 : 경상대학교 예술관 콘서트홀
- 2018.04.27.-29 순천국제가곡제 야외음악축체 : 한국가곡예술마을 기념관.야외무대 (27곡반주)
- 2018.05.23 한국리스트협회 부산경남지부 제9회 정기연주회 : 경성대학교 콘서트홀(반주)
- 2018.08.02 박초연교수 바이올린 독주회 반주 (행복하게) : 부산해운대문화회관 고운홀
- 2018.08.30 제11회 부산작곡마당 정기연주회 (작곡발표연주) : 부산 금정문화회관 소공연장
- 2018.09.15 제7회 진주시민 합창페스티벌 예선 : 경남문화예술회관 대공연장
- 2018.09.29 제7회 진주시민 합창페스티벌 본선 : 경남문화예술회관 대공여장
- 2018.10.12 제8회 아라가야 합창제 (합창반주) : 함안문화예술회관 대공연장
- 2018.11.10 제18회 진주아버지합창단 정기연주회 (합창반주) : 경상대학교 예술관 콘서트홀
- 2018.12.27 진주사랑한국작곡가회 창작 가곡의 축제 (작곡발표연주) : 경상대학교 예슬관 콘서트홀
- 2019.06.15 제19회 진주아버지합창단 정기연주회 (합창반주) : 경남문화예술회관 대공연장
- 2019.06.20 준스보컬앙상블 정기연주회 (중창단반주) : VK아트홀
- 2019.06.25 제69주년 6.25전쟁 특별음악회 :진주교육대학교 교욱문화관 공연장
- 2019.12.26 진주사랑한국작곡가회 창작 가곡의 축제 (작곡발표연주) : 진주문고 2층 여서재
- 2020.12.29 2020 경상피아노페스티벌 : 경상대학교
- 2021.05.26 2021 경상피아노페스티벌 : 경상대학교
- 2021.05.27 2021 명연주자시리즈(바이올리니스트 박초연 교수 독주회 반주)
- 2022.11.12 진주지역 합창단과 함께하는 희망을 노래하는 합창축제(진주아버지합창단 등 4개 합창단 연합)
- 2022.12.10 제20회 진주아버지합창단 정기연주회 (합창반주) : 영성아트홀
- 2023.08.13 Summer Cool Concert : 티엘아이 아트센터 (감일 혼성합창단 반주)
- 2023.12.09 2023년 송년음악회 ADVENT CONCERT : 서울시립대 UOS홀 (감일 혼성합창단 반주)
- 2024.06.29 아미치 창립 7주년 기념 음악회 : TCC아트센터
- 2024.12.14 2024년 아미치 송년음악회 : 세일아트홀